# Чипровское восстание
Чипровское восстание (болг. Чипровско въстание) — вооружённое выступление болгарского населения города Чипровци (тогдашний Чипровец, в северо-западной Болгарии) и его окрестностей против османского владычества в сентябре 1688 года, в период Великой Турецкой войны.
Восстание началось весной 1688 года, когда из Чипровцов в Поморавье выступили две четы на помощь габсбургским войскам, но его предпосылки коренились в политической обстановке, существовавшей в регионе задолго до этого события. Центром бунта стал город Чипровци и соседние деревни Железна, Копиловци и Клисура, но он также затронул несколько деревень в районах Берковицы, Кутловицы и Лома, а также в меньшей степени районы Видина, Белоградчика, Пирота и других областей.
Чипровское восстание было организовано болгарскими католиками на территории современной северо-западной Болгарии, и, согласно современной болгарской историографии, в ряды повстанцев входило множество православных христиан. С другой стороны, по словам католического историка XVIII века Блазиуса Клейнера, православные активно участвовали в подавлении восстания, потому что предпочитали «турецкого султана католическому императору».
Восстание закончилось неудачей, а его центр, город Чипровцы, был уничтожен. Одним из, возможно, наиболее значимых последствий восстания стала большая волна болгарских беженцев, которые компактными группами поселились в разных областях Болгарии и за её пределами. К ним относятся и ставшие позднее известными как банатские болгары, населяющие район Банат.

## Чипровци под османской властью
При завоевании Болгарии турки оставляли ряд областей и населённых пунктов незатронутыми османской административной системой. Обычно это были стратегически важные области, которые из практических соображений оставались под управлением старой наследственной администрации, относившейся ещё к периоду Второго Болгарского царства. К подобным местностям относились, например, военные поселения, охранявшие горные перевалы, а также важные металлодобывающие районы, к которым относились и Чипровци. Несмотря на неполные сведения о статусе населения Чипровцев после османского завоевания, считается, что христианская аристократия там в значительной степени сохранила свою власть. Из дубровницких источников известно название рода Соймировичи, представители которого там жили. Согласно им же, к концу XIV века эта семья обладала абсолютной властью в Чипровцах. После османского вторжения род или, по крайней мере, часть его перебралась в Дубровник, где они стали частью местной аристократии (и, вероятно, приняли католицизм), при этом не забывая о своих старых родовых имениях. Известны также местные роды Пеячевичи, Парчевичи, Черкичи, Марканичи и Кнежевичи. В следующем веке Чипровци стали хасом (постоянным владением) семьи османского султана, а позже собственностью валиде-султан (матери султана). Права христианского самоуправления в Чипровцах, базировавшиеся на родовой аристократии со времён Второго Болгарского царства и адаптированные к османской военно-феодальной системе, вероятно, были ограничены в XVI и XVII веках.

## Католицизм в северо-западной Болгарии
Первый период распространения католицизма в районе города связан с поселением там саксонских горняков в XIII—XV веках. Трудно определить, какое религиозное влияние они оказали на местное население, но не исключено, что из-за привилегий, которые католики, как торговцы, имели в Болгарском царстве, часть местной элиты приняла католицизм. Другими вероятными факторами распространения католицизма могли послужить католическая пропаганда, близость и частые вторжения венгров. Католицизм в Чипровцах, однако, так и не смог укорениться и сформировать здесь местную идентичность, основанную на этой ветви христианства. В своём образе жизни католики не отличались от православных, священники женились, не соблюдали католические таинства и получали немало упрёков от папских представителей за свои нравы.
В 1396 году император Священной Римской империи Сигизмунд совершил крестовый поход против османских турок. Он стремился к восстановлению Болгарского царства в его наибольших границах, а в церковном отношении — к унии с Римом и, возможно, обращению болгарских земель в католицизм. Это предприятие потерпело неудачу, но северо-западная болгарская знать оставалась быть приверженной сильным прозападным настроениям, в отличие от знати почти во всех других болгарских землях, на которые были сильны проконстантинопольские настроения и крайне негативный взгляд на католический Запад.
Примерно в середине XVII века среди старой чипровской аристократии постепенно сформировалась идея о том, что католическую веру нужно использовать в качестве среды, посредством которой болгарская национальная идея будет легализована как на территории самой Болгарии, так и на католическом Западе, и породит национальное учреждение, на котором будет базироваться возрождённое болгарское государство. Таким образом, помимо Чипровского восстания, их идеи повлияли и на начало Болгарского национального возрождения.

## Подготовка
К этим факторам в середине XVII века добавились и другие исторические обстоятельства. Османская империя получила сокрушительный удар (поражение под Веной в 1683 году). Огромные расходы, связанные с неудачными военными кампаниями османских султанов, восполнялись за счёт наложения непомерных налогов и лишения части привилегий некоторых категорий христиан. Австрия же и валашские княжества стремились захватить северо-западные османские территории.
В 1630—1645 годах епископ Пётр Парчевич, высокообразованный болгарский католический архиепископ и дипломат, проводил активную дипломатическую кампанию среди христианских правителей в Центральной Европе. Вместе с епископом Петром Богданом и Франческо Соймировичем он посетил австрийского императора Фердинанда III, польско-литовского короля Сигизмунда III Вазу и его наследника Владислава IV, а также валашского воеводу Матея Басараба.
Около 1647 года османы почти полностью покинули северо-западную Болгарию в связи с войной против Генуи на острове Крит, а Матей Басараб отправил послов к болгарам, пообещав войско в 20 000 человек в поддержку восстания. Однако в решающий момент польский король Владислав IV умер (20 мая 1648 года), и восстание было отменено.
После этой неудачи епископ Петр Парчевич отправился в Венецию вместе с чипровским управляющим Франческо Марканичем, а затем и к новому польскому королю Яну Казимиру, а также к австрийскому императорскому двору, но во всех трёх местах он получил отказ в помощи. Епископ Парчевич также встречается с папой Иннокентием Х, а затем в 1651 году посетил Германию, Венгрию, Трансильванию и Валахию. Однако неуспех этих миссий и нежелание Австрии и Польши возглавить антиосманскую коалицию сорвали попытку организации восстания и в этот период.
В 1671 году началась польско-турецкая война, которая активизировала деятельность епископов Парчевича и Петра Богдана. Однако коалиция против турок снова не сформировалась. Епископ Пётр Парчевич умер в Риме 23 июля 1674 года. В сентябре того же года умер и епископ Пётр Богдан.
12 сентября 1683 года польский король Ян III Собеский нанёс османам сокрушительный удар под Веной, турки никогда больше не возвращались в Центральную Европу. Весной 1684 года Австрия и Польша заключили союз против османов, к которому также присоединилась Венеция. В 1686 году в него вошла и Россия, а коалиция на этот раз сама искала помощи у болгарских католиков.

## Военные действия
Ещё в феврале 1688 года архиепископ Стефан Кнежевич писал, что в Чипровцах они готовы к восстанию и только ждут наступления габсбургской армии. Весной два повстанческих отряда во главе с Георги Пеячевичем и Богданом Мариновым вышли из города в сторону Поморавья и после отдельных столкновений с османскими войсками вышли на подконтрольные Габсбургам Бачку и Банат, предоставив себя в распоряжение габсбургского командования. В июне и июле они присоединились к боевым действиям, включая захват важной крепости Оршова, а отряд Пеячевича был преобразован в кавалерийскую роту.
По предварительному плану, из католических деревень вокруг Чипровцев было набрано восемь отрядов численностью около 800 бойцов. Необходимость роста масштабов восстания требовала продвижения оттуда на восток и север, чтобы поднять как можно больше отдалённых поселений и организовать оборону от турецких войск, посланных из Софии через перевалы Балканских гор. Решающим фактором для успеха восстания было объединение с повстанцами из Поморавья и австрийцами, наступающими с запада. Было начато строительство укреплений для защиты поселений повстанцев и хранения продовольствия и фуража для армии и населения..
В августе Стефан Кнежевич, опасаясь актов возмездия против Чипровцев со стороны османов, обратился к австрийскому императору Леопольду I с просьбой о помощи. В ответ к Чипровцам было отправлено шесть артиллерийских полков под командованием генерала Доната Иоганна Хейслера фон Хайтерсхайма, а в авангарде этих сил были кавалерийские роты Пеячевича и Ласло Чаки, а также отряд Маринова. Когда они подошли к регулярной армии, четыре отряда из Чипровцев и Копиловцев объединились, а затем к ним примкнули и другие добровольцы, и их общее количество оценивалось примерно в 20 000 человек.
Пеячевич применил наступательную стратегию и немедленно привёл свою армию к соседней Кутловице (ныне Монтана). Атака была короткой, яростной и безжалостной. В рапорте, составленном через несколько дней после сражения, архиепископ Стефан Кнежевич, свидетель событий, писал, что жители преимущественно турецкой деревни Кутловица были истреблены полностью. Повторился случай расправы над захваченным турецким гарнизоном на Оршове, где также командовал Геогри Пеячевич. Зверская резня в Кутловице имела также и военную цель, чтобы не допустить появления турок прямо в тылу повстанцев, отошедших после победы под Кутловицей на 15 км на северо-запад, по дороге в Видин, где разбили лагерь в районе Жеравицы. Они оставались там в ожидании новостей и приказов из австрийского штаба.
Восстания болгар в Видине не произошло. Гарнизон турок и венгерских протестантов под командованием графа Текели был слишком силён, и такая попытка была бы обречена на провал. Непримиримые с османской властью болгары из Видина тайно сформировали собственный отряд под командованием капитана Хорвата. Этот отряд встретился и присоединился к войску под командованием Пеячевича и сообщил ему, что австрийцы отказались от своего плана по захвату Видина.
Половина повстанцев из района Чипровцев осталась в лагере в районе Жеравицы. Небольшой отряд был выделен для защиты Чипровцев. После стремительной победы в Кутловице и отсутствия непосредственной угрозы в лагере наступило затишье, которому не суждено было продолжаться долго. Турецкие власти уже приняли серьёзные меры для подавления восстания. Софийский бейлербей направил в Чипровци элитный отряд из 3000 специально обученных солдат.
Пока отряд Пеячевича возвращался из прерванного похода на Видин утомительно высоким темпом, османские силы из Софии 18 октября достигли района Жеравицы и атаковали повстанцев. Плохое укрепление и пониженная бдительность в лагере дали нападавшим преимущество. Повстанцам пришлось отступить. Они заняли оборону в деревне к северу (ныне не сохранившейся) и тем самым преуменьшили преимущество врага в численности и высокой боевой эффективности. Таким образом, им удалось первоначально справиться с этой атакой. После ещё нескольких отражённых атак их ряды начали серьёзно истощаться, как из-за большого количества жертв, так и от бегства рекрутов из польских деревень. В итоге повстанцы были разбиты османскими войсками и их венгерскими союзниками во главе с графом Имре Тёкёли.
У османов осталось достаточно солдат, чтобы положить конец сопротивлению, и они короткими путями отправились к Чипровцам. В долине села Челюстница они встретили конный отряд Пеячевича, направлявшийся вниз по долине Огоста. Столкновение было ужасным. Не было времени ни построить боевые порядки, ни стрелять больше чем из одного мушкета. На поле боя было мало места для манёвра. Повстанцы сумели отбросить турок за гору и вовремя достичь своих соратников возле Жеравицы, которые, наконец, сумели отстоять свои позиции.
Георги Пеячевич, Богдан Маринов и другие восемь выдающихся воевод хорошо понимали, что без иностранной помощи болгары не смогут победить османов. Оставленные австрийцами, они имели единственный разумный вариант — как можно дольше сдерживать турецкое наступление в районе Чипровцев, пока их семьи покидали свои селения по горным дорогам и искали убежище где-нибудь подальше. Чипровци были заняты после упорного сопротивления и полностью разрушены вместе с окрестными сёлами Копиловцы, Железна и Клисура.
Около 100 человек были убиты, от 800 до 2000 были обращены в рабство, от 2000 до 3000 человек спаслись бегством. Большинство пленных были выкуплены их родственниками и католиками Пловдива, через чьи деревни проходили караваны рабов, и тем не менее сотни людей больше никогда не увидели свои семьи и свою родину. Согласно местным легендам, католическая церковь выкупила у турок небольшую группу женщин и детей, которые поселились в селе Секирово, ныне городке Раковски. Из семьи воеводы Станиславовых 8 человек попали в рабство и только троих удалось выкупить.
В последующие месяцы сопротивление продолжалось, и остатки повстанческой армии постепенно превращались в банды. В то же время австрийские войска бездействовали, захватив Видин только осенью 1689 года.

## Последствия
Восстание и его подавление вызвали массивную волну переселений со всей северо-западной Болгарии, направленных преимущественно в сторону запада или севера, в районы, где доминировали христиане. Было два основных маршрута для беженцев, находившихся под охраной болгарских чет и потому безопасных. Первым, через Стара-Планину на запад до Славонии, прошли 600 бойцов Георгия Пеячевича с ещё большим количеством женщин и детей. Можно предположить, что в общей сложности этим путём прошли около 1200—1800 человек. Вторым, шедшим на север по Дунаю в Валахию, во главе с архиепископом Стефаном Кнежевичем и братьями Николаем и Гюрой Качамагами прошли по заявлению архиепископа Кнежевича около 3000 человек. Сегодня болгарское меньшинство есть в области Банат, среди которого помимо потомков чипровчан, есть потомки и никопольских и свиштовских павликиан, переселившихся туда в конце XVII века.
Многие из направлявшихся в Валахию беженцев двигались вместе с вооружёнными отрядами в южной Венгрии и поселились около Нови-Сада, Петроварадина и Осиека, где долгое время жили представители известных фамилий Пеячевичи, Черкини и Парчевичи. Другие болгары стали частью населения гарнизона в районе Карансебеша. После окончания войны в 1699 году этот город остался на османской территории, и болгары переселились на другой берег Мароша, в нескольких деревнях к востоку от Арада, но вернулись в Карансебеш после его завоевания Габсбургами в 1718 году.